# Rinko Kawauchi
Rinko Kawauchi (川内 倫子?, Kawauchi Rinko; Prefettura di Shiga, 6 aprile 1972) è una fotografa giapponese.
Le sue foto sono caratterizzate da uno stile sereno e poetico, che descrive principalmente momenti ordinari della vita.

## Biografia
Nata il 6 aprile 1972, nella prefettura di Shiga, in Giappone, Rinko Kawauchi ha iniziato ad interessarsi e appassionarsi alla fotografia mentre studiava design grafico e fotografia alla Seian University of Art and Design (成安造形大学?, Seian zōkei daigaku), dove nel 1993 si è laureata. A 19 anni ha iniziato a stampare le sue prime fotografie in bianco e nero, e cinque anni dopo ha iniziato a stampare fotografie a colori.
Dopo gli studi ha lavorato presso un'agenzia pubblicitaria, dove ha praticato fotografia commerciale per diversi anni prima di intraprendere la carriera di fotografo d'arte, pur continuando a svolgere il lavoro pubblicitario. Come da lei stessa dichiarato, il suo background e la sua esperienza con il design hanno influenzato molto lo stile e la composizione delle sue foto.
Nel 2001 sono stati pubblicati tre dei suoi libri fotografici: Hanako (tipico nome da ragazza), Utatane (lett. "pisolino") e Hanabi (lett. fuochi d'artificio). Negli anni seguenti ha vinto alcuni premi per due di questi libri. Nel 2004 ha pubblicato Aila. Ha vissuto per molti anni a Tokyo e nel 2018 si è trasferita in campagna, alla periferia della città.
Non sono molto note le vicende riguardanti la sua vita personale e la sua famiglia, ma attraverso il suo libro fotografico Cui Cui del 2005 ritrae vari ricordi della sua famiglia, scattati per oltre un decennio. Le foto del libro catturano momenti ordinari ed emozioni della vita, dalla felicità del parto al crepacuore della morte. Nel 2010 ha pubblicato Murmuration e nel 2011 Illuminance.
L'arte di Kawauchi è radicata nello shintoismo, la religione etnica del popolo giapponese. Secondo tale religione, tutte le cose sulla terra possiedono uno spirito, di conseguenza nessun argomento è troppo piccolo o banale per il lavoro di Kawauchi, che fotografa anche "piccoli eventi intravisti di sfuggita", trasmettendo il senso del transitorio e dell'effimero. Kawauchi concepisce le sue immagini come parte di una serie che consente allo spettatore di sovrapporre le immagini scattate alla propria immaginazione, rendendo così la fotografia un'opera d'arte nella congiunzione tra questi due elementi.
Compone anche poesie haiku.

## Stile
Dopo aver sperimentato diverse fotocamere, usa prevalentemente Rolleiflex e di conseguenza le sue foto sono perlopiù in formato 6x6". Predilige lavorare a libri fotografici perché consentono allo spettatore di interagire intimamente con le sue immagini. Tuttavia, dopo essere stata invitato alla Brighton Photo Biennial nel 2010, ha iniziato anche a scattare foto in digitale.
Sin dall'inizio della sua carriera fotografica, le fotografie di Kawauchi contenevano un'estetica e uno stato d'animo unici, catturando momenti intimi, poetici e belli del mondo che la circonda. Spesso hanno una luce brillante e radiosa che conferisce loro una qualità onirica. La sublimità delle sue fotografie è ulteriormente esaltata dal suo uso di colori tenui e dalla sua consapevolezza della bellezza anche dai momenti più mediocri. Non c'è un tema o un concetto che Kawauchi prediliga o scelga nel suo processo creativo, ma piuttosto agisce spontaneamente osservando e reagendo a tutto ciò che è intorno a lei. Si concentra esclusivamente sullo scatto, fotografando tutto ciò che attira i suoi occhi prima di riflettere e pensare al motivo per cui era interessata a quei soggetti.
Un argomento che ha esplorato nel suo libro Ametsuchi è la pratica di cerimonie e rituali religiosi che alludevano a un ciclo terreno che coinvolgeva i concetti di tempo e impermanenza. Nel libro descrive il Monte Aso in Giappone, un luogo sacro per un rituale shintoista chiamato yakihata, e il suo paesaggio vulcanico. Il rituale è una tradizione di oltre 1300 anni in cui i terreni agricoli vengono bruciati annualmente per mantenerne la sostenibilità per nuove colture anziché utilizzare prodotti chimici, e le comunità di Aso sono tra le poche a continuare questa tradizione. Assistendo alla rinascita dei terreni agricoli, Kawauchi afferma che è come se avesse simbolicamente bruciato il suo vecchio io e fosse a sua volta rinata.
Nel suo libro Halo, prosegue la sua esplorazione tramite diversi rituali in altri luoghi. Si è recata a Izumo, per assistere a un rituale che prevede l'accensione di fiamme sacre per dare il benvenuto agli dei. Si è anche recata nella provincia cinese di Hebei per assistere ai festeggiamenti del capodanno, inclusa una tradizione di 500 anni che consiste nel lanciare ferro fuso contro le mura della città per realizzare i fuochi d'artificio.

## Opere
- Hanako, 2001, ISBN 9784898150542.
- Hanabi (花火?, Fireworks), Little More, 2001, ISBN 4-89815-053-5.
- Utatane, Little More, 2001, ISBN 978-4898150528. - Ristampa del 2020
- Blue, 2003, ISBN 978-4939102-43-1.
- AILA, 2005, ISBN 978-4902943-10-8.
- The eyes, the ears, 2005, ISBN 978-4902943-00-9.
- Cui Cui, 2005, ISBN 978-4902943-02-3.
- Rinko Diary, 2006, ISBN 978-4-902943-14-6.
- Rinko Diary II, 2006, ISBN 978-4-902943-17-7.
- Majun, 2007, ISBN 978-4-902943-19-1.
- Semear, 2007, ISBN 978-4-902943-20-7.
- Murmuration., Brighton: Photoworks, 2010, ISBN 978-1-903796-41-2.
- One Day - 10 Photographers, Heidelberg/Berlin: Kehrer, 2010, ISBN 978-3-86828-173-6.
- SNOWFLAKE TWELFTH, 2011.
- Illuminance, Aperture Foundation, 2011, ISBN 978-1597111447.
- Light and Shadow, 2012.
- Approaching Whiteness, Goliga, 2012.
- Illuminance, Ametsuchi, Seeing Shadows, 2012, ISBN 978-4-86152-348-9.
- SHEETS, 2013, ISBN 978-3981510-53-9.
- Ametsuchi, Aperture Foundation, 2013, ISBN 978-1597112161.
- Kirakira, 2013, ISBN 978-4-904257-25-8.
- Gift, 2014, ISBN 978-4907519-05-6.
- Light and Shadow, Super Labo, 2014, ISBN 9784905052678.
- The river embraced me, 2016, ISBN 978-4-907562-04-5.
- Halo, Aperture Foundation, 2017, ISBN 1597114111.
- A New Day, 2018, ISBN 978-4-7630-1809-0.
- When I Was Seven, Hehe, 2019, ISBN 978-4908062292.
- As It Is, Chose Commune, 2020, ISBN 979-10-96383-17-7.
- Des Oiseaux, Éditions Xavier Barral, 2021, ISBN 978-2365112772.

## Riconoscimenti
- 2002 Kimura Ihei Award[10]
- 2009 Infinity Award for Art dal International Center of Photography[4]
- 2012 borsa di studio onoraria alla Royal Photographic Society[11]
- 2013 Minister of Education Award for New Artists[senza fonte]
- 2013 Domestic Photographer Award, Higashikawa Prize a Higashikawa[12]

## Collezioni
Il lavoro di Rinko Kawauchi è conservato nelle seguenti collezioni:
- Museum of Modern Art (San Francisco)[13].
- Huis Marseille, Museo della fotografia di Amsterdam[14].
- Museo d'arte fotografica di Tokyo[15].